# NON STYLE
NON STYLE（ノン・スタイル）は、吉本興業所属のお笑いコンビ。2000年結成。爆笑オンエアバトル第9代チャンピオン、M-1グランプリ2008王者、日清食品 THE MANZAI 2013第3位。

## メンバー
石田 明（いしだ あきら、1980年2月20日 - ）（45歳）
ボケ・ネタ作成担当。立ち位置は向かって左。

井上裕介（いのうえ ゆうすけ、1980年3月1日 - ）（45歳）
ツッコミ担当。立ち位置は向かって右。

## 来歴
元々2人は同じ中学・高校に通っていた。井上が「俺が大学落ちたら一緒にNSC行こうや」と言ったこともあったが、石田は（父親が板前であったため）板前として就職が決まっており、井上は大学に合格したため進学した。
石田は板前修業をしていた2年の間に、高校時代の友人2人に誘われ「ほりごたつ」というトリオで心斎橋筋2丁目劇場のWachachaブレイクに一度だけ出演した。解散後は「ジャッジメント石田」と名乗り、ピン芸人となる。一方井上は、大学でパンクバンドを組んでいたが解散し、ストリートミュージシャンになろうとしていた。
石田の状況を知った井上による「俺がギターを弾くからお前がベースを弾け、合間に漫才をしよう」という誘いを石田が渋々受諾し、2000年5月14日に「NON STYLE」を結成。結成直後は大阪・梅田駅の近くで路上漫才を行っていたが、地元より少し離れたところの方がいいのではないかとなって、神戸・三宮駅付近で行うようになった。最大で200～300人ほどの人を集め一晩で10万円を山分け出来るほどの人だかりだったという。
ときには徳井義実（チュートリアル）や八木真澄（サバンナ）が2人の漫才を見に来ていたこともあるという。初めて梅田で路上漫才を行った時には酔っ払いの男に漫才について2時間も説教をされ、その男を見返すために漫才だけに絞った。今では漫才の大会で何回も優勝をしているため、井上は「その男の人に感謝をしている」と発言している。
Baseよしもとのオーディションに受かり、2001年1月に吉本興業に所属しプロデビュー（NSC大阪校22期生と同期扱い）。当初は笑い飯の哲夫に面白くないと言われ、何かと馬鹿にされており、このことに腹を立てていたが、これにより発奮して頑張ったことで面白いと認められるほどに成長して、哲夫さえも認めるほどとなった。
オーディション組だが、大阪NSC22期生（山里亮太（南海キャンディーズ）、ダイアン、スーパーマラドーナ、ミサイルマン、ネゴシックス、中山功太、キングコング、なかやまきんに君、久保田かずのぶ（とろサーモン）、林健（ギャロップ）、村本大輔（ウーマンラッシュアワー）など）、東京NSC5期生（大西ライオン、三瓶、平成ノブシコブシ、ピース、5GAP、ラフ・コントロール、遠山大輔（グランジ）、渡辺隆（錦鯉）、小田祐一郎（だーりんず）、とくこ）と同期扱いとされている。
2004年度から2007年度まで『爆笑オンエアバトル』（NHK総合）に出場し、終始安定した成績を残した他、2006年度には第9代チャンピオンに輝くなどの活躍を見せた。
2006年、第4回『MBS新世代漫才アワード』で優勝し、同年末に初冠番組『NON STYLEのフリースタイル!!』が放送された。2007年までにお笑いの新人賞6冠を獲得、baseよしもとのトップ組に昇格する。
2008年4月6日をもって、所属の選択を迫られたことで井上が8年間所属していたbaseよしもとを卒業し、ルミネに行くことを決め、東京進出。両名とも東京に住居を構え、以降は、京橋花月・ルミネtheよしもと等に活動拠点を移す。
2008年、『M-1グランプリ2008』（テレビ朝日系列）で決勝戦に進出し、優勝を果たした。続く2009年にも連覇を目指し出場、敗者復活戦から勝ち上がり決勝戦進出を決めるも3位に終わる。
2010年12月23日には、『S-1バトル』のグランドチャンピオンで獲得した賞金1億円を使用し、さいたまスーパーアリーナにてお笑いライブでは過去最大規模となる1万2千人を収容して『NON STYLE NON COIN LIVE in さいたまスーパーアリーナ』を無料開催した（因みに、『S-1バトル』6月度月間チャンピオン時の賞金は、7月31日 - 10月12日に行われた単独ライブ『NON STYLE LIVE 2009 〜M-1優勝できました。感謝感謝の1万人動員ツアー〜』で、来場者に配布した無料ステッカーの製作費に使用した）。

## 略歴
- 2000年5月14日 - コンビ結成
- 2000年12月 - baseよしもとのプレステージからガブンチョライブ組に入る
- 2006年7月30日 - 第4回『MBS新世代漫才アワード』にて優勝を果たす
- 2006年10月21日 - 第21回『NHK新人演芸大賞』の演芸部門で大賞を受賞
- 2007年3月23日 - NHK『爆笑オンエアバトル』第9回チャンピオン大会を制し、第9代チャンピオンとなる
- 2008年2月13日 - 初の単独DVD「NON STYLEにて」を発売
- 2008年4月6日 - 『ガンガンライブFINAL』にてbaseよしもとを卒業し東京進出
- 2008年12月21日 - 『M-1グランプリ2008』にて優勝を果たす
- 2009年1月14日 - 単独DVD第2弾「NON STYLE LIVE 2008 in 6大都市 〜ダメ男vsダテ男〜」を発売
- 2010年2月24日 - 単独DVD第3弾「NON STYLE LIVE 2009〜M-1優勝できました。感謝感謝の1万人動員ツアー〜」を発売
- 2010年3月19日 - 『S-1バトル』にてグランドチャンピオンに輝く
- 2010年12月23日 - S-1バトルの賞金を元手に、さいたまスーパーアリーナで無料ライブを行う
- 2011年9月7日 - 単独DVD第4弾（初のトークDVD）「NON STYLE TALK 2011 Vol.1」を発売（追ってVol.2も2012年3月7日に発売）
- 2012年9月26日 - 単独DVD第5弾（初のロケDVD）「NON STYLE 12 前編 〜2012年、結成12年を迎えるNON STYLEがやるべき12のこと〜」を発売（追って後編も2013年3月6日に発売）
- 2012年12月31日 - カウントダウンライブ「ハッピーアイランドカウントダウン2013×吉本興業創業100周年記念 NON STYLE LIVE〜横浜・八景島シーパラダイスをNON STYLEがジャックする!?〜」を行う
- 2016年12月11日 - 夜、東京都世田谷区内で、乗用車を運転していた井上がタクシーに接触する事故を起こし、芸能活動を自粛[3][4]
- 2017年2月1日 - 井上が自動車運転処罰法違反（過失致傷）及び道路交通法違反（ひき逃げ）容疑で書類送検される[5]
- 2017年3月6日 - 書類送検されていた井上が不起訴処分となる[6]
- 2017年3月30日 - 石田が自身の名義で初恋タローなどと共演した公演「ノンスタ石田with初恋タローのゴリゴリネタライブ」に井上がサプライズ出演し、約3ヶ月半ぶりに復帰[7]。
- 2021年5月1日 - 自身初となるファンクラブ「いまさらファンクラブ」を開設[8]。

## 芸風
主に漫才である。ハイテンポでボケの手数の多さが特徴。爆笑レッドカーペットの影響であり、世代であるとしている。基本的にコント漫才であり、井上の簡潔なフリに対し石田が常に2つ以上のボケを出し続けることでスピード感を演出している。
石田はコンビ結成当初、ギャグ的要素を多用することで「誰からも取り残されない漫才」を意識していた。ストリート漫才を続ける過程で現在のスタイルに変わっていった。
2007年まではカッコつけたがる井上を石田が「イキリ」（関西弁で意気がる、調子に乗るの意）とからかうことを特徴とする「イキリ漫才」と呼ばれるスタイルを主としていた。
2008年、「石田がボケた後井上が突っ込み、さらに自分自身の右太ももあたりをグーで殴り自省するのを井上が突っ込む」というスタイルの漫才に切り替え、『M-1グランプリ』ではこのスタイルを駆使して優勝を果たした（詳細後述）。
漫才中に、石田が「あぁ〜井上ヤバイ！ この話飽きてきた」と言って井上が続けていても、あの手この手で無理やり漫才を終わらせるボケを組み込むこともある。
ネタ作りは主に石田が担当している。二人とも即興性を好むということもあり、ツッコミの大半は井上がアドリブで作っている。また、井上は「石田が書いた台本を井上に見せずにネタをやる」→「台本を見せてからやる」→「それぞれ家に帰って覚える」という流れでツッコミを考えると共にネタの完成度を高めている。井上は「人に見せたら、その人がネタについて新しく発想するかも知れない」としてネタ合わせ中は絶対に人には見せない。また、オーディション会場に出向いて、ストップウォッチで時間を計りながら、参加芸人のネタの内容を全部書き留めるという“偵察”も行うこともある。
また、コントをすることもあり、『キングオブコント』準決勝進出の経験がある。

## エピソード
- 井上が前向き・外向的であり[13]、石田が内向的であると語られることが多い[14]。石田曰く「テレビに出たいという欲はあまりないが、（井上の陰に隠れているだけで）井上がいなかったら明るい」[11]。
- 二人の関係は「井上がNON STYLEの社長で、石田が従業員（下請け）である」と本人たちが述べている[15]。
- 石田は芸人を志すきっかけから現在に至るまで絶大な影響を受けた芸人としてお〜い!久馬(元シェイクダウン)の名前を挙げている。
- 結成当初は淀川の河川敷でネタ合わせをしていたため、石田はコンビ名の候補に「淀川ピーナッツ」を提案するも、井上はダサいという理由で却下し、当時井上が好きだったHi-STANDARDのように「○○スタ」と略されたいと思っていたことや「コンビ名に“ん”が入っていると売れる」という験担ぎ、当時でも横文字のコンビ名が少ないことをふまえて井上が「NON STYLE」と命名した[16]。なお、このコンビ名は、2017年にバラエティ番組『水曜日のダウンタウン』（TBSテレビ）内で若手芸人200人にアンケートをして作成された「ダサいと思うコンビ名ランキング」で1位に選ばれた[注 1]。
- 中学時代は出席番号1番が石田で、出席番号2番が井上だった。しかし中学時代はほとんど喋ったことがなかったという。また、当時は石田の方が身長が低かった[18]。
- 2008年3月頃に井上の提案による東京進出を巡って口論になったことがある。その後、井上は号泣しその様子を石田が写真に収めると同席していた吉本社員に石田が説教された。石田は後に「寧ろ東京に来てからしっかり話し合うようになった」と発言している[15]。
- 上京から半年後にテレビでのレギュラー番組は10本から2本（東京1本・大阪1本）になったが、石田曰く「暇だったが逆にネタを作れる時間ができたので、何も文句はなかった」[19]。また、この夏に「M-1グランプリで優勝したいんですツアー」を敢行し「優勝しなかったら恥ずかしい思いをするのは自分なので、敢えて崖っぷちに追い込んだ」と井上は振り返っている[20]。なお、井上は「したいんやツアー」としたかったが石田が名称を変更した。
- 『M-1グランプリ2008』の優勝会見では、記者の「優勝したのは誰のおかげだと思いますか？」という質問に対し、井上は「いろいろアドバイスをくださった先輩方」、石田は「まだネタが出来ていない内から今年のM-1は優勝しますと宣言して、僕を引っ張ってくれた井上」にそれぞれ感謝していた[21]。
- 石田が全ネタを作成しているため、井上は「M-1の賞金は石田が7割、俺は3割でいい」という話をしていたが、優勝後に現金を目の前にし、結局５：５となった。
- 2020年4月30日、いまさらファンクラブ[22]を設立。

### 爆笑オンエアバトル
『爆笑オンエアバトル』には2004年度から2007年度まで出場し、10戦全勝という好成績を残した他、2006年度には9代目チャンピオンに輝くなどの活躍を見せた。
- 初挑戦は2005年2月19日放送回（2004年度最後の通常放送回）。初挑戦ながらオーバー500（501KB）を獲得し、トップ通過も果たすという幸先の良いスタートを切っていた。
- 出場当初はオーソドックスな漫才を披露しており、石田のキャラ（病弱な所や、細身の体を活かして漢字の部首を表すなど）を強く押し出すスタイルを取っていたが、4戦目（2005年10月8日放送回）以降からは井上の「イキリキャラ[注 2]」を前面に押し出すスタイルを取るようになった（このため、井上は3戦目までは普通に上下スーツにネクタイ着用という姿で舞台に立っていたが、4戦目以降はこのキャラに徹するべく「スーツの下にタンクトップを着る」という姿で舞台に立っていた）。この「イキリ漫才」にシフトして以降は高得点を連発するなど成績が安定していき、そのため『爆笑オンエアバトル』では最後の出場までこのスタイルを貫いていた。
- 2005年度は安定した成績を残し、年間合計KBランキングでは5位を記録して初のチャンピオン大会に進出。セミファイナルではオーバー1000（1010KB）を記録するも、ファイナルでは750KBと奮わずチャンピオン達成はならなかった。
- 2006年度は出場した4戦全てで480KB以上を記録し、3戦目では1年9ヶ月ぶりとなるオーバー500（509KB・自己最高KB）を記録するなど驚異的な安定感で勝ち星を重ねていった。最終的に年間合計KBランキングでは4位を記録し、2年連続2回目のチャンピオン大会進出を果たす。その結果セミファイナルでは970KBを記録して2位で通過すると、ファイナルでは974KBを記録して9代目チャンピオンの座に輝いた。なお、今大会ファイナルにおいては、暫定チャンピオンであり当時圧倒的な強さを誇っていたタカアンドトシに史上初の3連覇への期待がかかっていたことに加え、尚且つ関西勢がNON STYLEただ1組だけという厳しい状況下であったが、それらを乗り越えてのチャンピオン達成となった。関西出身の芸人がチャンピオンとなったのはハリガネロック以来5大会ぶりであり、『爆笑オンエアバトル』『オンバト+』を通して関西勢最後のチャンピオン達成者でもある。
- 2007年度は暫定チャンピオンとして11月2日放送回に出場すると、481KBを獲得してトップ通過を果たし、10戦全勝を記録してチャンピオンの貫禄を見せつけた。第10回チャンピオン大会ファイナルにはシードで出場するも、3位（886KB）に終わっている。2008年度以降は出場しておらず、今大会ファイナルを最後に事実上の番組卒業となった。
- 「オンバト」においては終始安定した成績を残しており、屈指の実力を誇った。10勝の内9勝が470KB以上を記録しており、順位もチャンピオン大会を含めたすべての挑戦において上位5位以内、中でも通常回では上位3位以内をキープしていた。なお、10勝以上して400KB台を1度も下回ったことの無い芸人はNON STYLEとイワイガワのみであるが、更に全戦全勝（4連勝以上）を達成している芸人に限定すれば、NON STYLEは唯一1度も400KBを下回ったことがないコンビとなっている。
- 歴代チャンピオンの中では、オンエア・オフエア含め記録した最低KB数が最も高いコンビでもある（NON STYLEは2005年6月11日放送回の441KBが最低KB）。その一方で出場回数（10回）とオーバー500獲得回数（2回）が歴代チャンピオンの中でいずれも2番目に少なかった。また、初出場からチャンピオン達成までの期間が短かったこともあり、挑戦回数やオンエア回数の条件が満たされていないため、「ゴールドバトラー」には認定されていない（詳細は『爆笑オンエアバトル#プラチナバトラー&ゴールドバトラー」の項目も参照）。
- 上述のように安定した成績を残していた一方で、高得点の証であるオーバー500に関してはなかなか獲得することが出来ず、出場10回中2回しか達成できなかった（一歩手前である480 - 490KB台を記録することの方が多かった）。2008年12月30日に放送された「爆笑オンエアバトル10周年企画『ヒーローたちの伝説ネタSP』」にて2人が語ったところによれば、「オーバー500は壁であり、取るつもりでも取れなかった」「チャンピオンも嬉しかったが、545KB（満点）の方が嬉しいかもしれない。満点は取ってみたかった」などと本音を明かしている。
- 上述のようにNON STYLEは「オンバト」と「M-1」の両方で優勝を経験しているが、後に行われたインタビューにて井上はそれぞれの審査の傾向を比較し「持論ですが『オンバト』は「一番面白い芸人」というよりも「一番共感できる芸人」が優勝できるような気がします。『オンバト』は客席に100人いたら99人に好かれないといけないんですけど、『M-1』は100人の内10人しか笑っていなくてもその10人の評価が凄ければいい、みたいな空気はあります」と語っており、石田も「『オンバト』はアクがない方が有利かも知れない。『M-1』は逆にアクがないとダメ」と語っている[23]。

### M-1グランプリ
『M-1グランプリ』には2001年の第1回大会から2009年大会まで9回出場した。
決勝戦進出まで
- NON STYLEは結成から数年で関西の新人賞レースを総なめにし、上記の『爆笑オンエアバトル』でチャンピオンに輝いたりもするなど、関西では若い層を中心に圧倒的人気を誇っていたが、結成当初から出場し続けていた『M-1グランプリ』の決勝戦には1度も進む事が出来ていなかった。
- 上記の『オンバト』同様、『M-1』においてもNON STYLEは井上の「イキリキャラ」を中心とした漫才を披露し続けていたが、石田はこの結果を受けて「今の漫才の形ではこの先は無い」「（「イキリ漫才」は）限界が見えていた」「それまでのスタイルを続けても、過去のネタを焼き回すだけ」などと思うようになり、「今までやってた漫才のスタイルは捨て、新しい漫才を作る」という考えに行き着いたという（なお、井上にその事を打診した時は、当初は反対されたと語っている）。
- また、それまでは関西を拠点に活動していたが、『M-1』で優勝するという思いを胸に上京も決意する。当然、関西での仕事は全て無くなり、また東京での知名度もまだまだ低かったために仕事は大幅に減ったという。

2008年
- 出場8回目にして念願の決勝戦初進出を果たす。ファーストラウンドでは7番目に「人命救助」を題材としたネタを披露。テンポよくボケを繰り出し、見る者をしっかりと掴みながらハイスピードで疾走する漫才で爆笑をかっさらった。その結果、今大会のファーストラウンドにおいて唯一審査員全員から90点台を得るという高評価を受け、総合で700点満点中644点を獲得。暫定1位だったナイツ（640点）を抜いてトップに躍り出た。
  - 審査員の中で最高得点（95点）をつけた上沼恵美子は「大阪で私の番組によく出てもらってるけど、この2人、フリートークはあんまりおもしろくない(笑)。初めて漫才を見て『やるねんな』とビックリした」とコメントしていた。また、他の審査員もNON STYLEに対しては殆どノーマークだったようで、漫才を見てかなり衝撃を受けたらしくCM中も興奮冷めやらず、NON STYLEへの評価を全員で話し合っていたという（これはNON STYLEが新しい漫才を直前まで隠していたことも奏功している）。

- 直後に敗者復活戦から勝ち上がってきたオードリーが649点を記録して1位通過となったため、ファーストラウンドを2位で通過して最終決戦へと臨むことになる。最終決戦ではネタ順が2番目となり、「ホラー映画」ネタを披露。1本目と同じく速いテンポでボケを繰り出すハイスピードな漫才で爆笑を誘った。そして最終的には審査員から7票中5票獲得し、優勝を果たした。なお、石田は優勝が決まった瞬間から号泣していたが、それを横で見ていた井上も最初こそ石田を支えながら涙をこらえ気丈に振舞っていたものの、オンエアが終わった途端に緊張がほぐれて感情が溢れだし床に崩れて泣いてしまっていた。
  - ファーストラウンドを1位以外の順位で通過しての優勝は2002年のますだおかだ以来6年ぶりで、最終決戦で2番目にネタを披露して優勝したのはNON STYLEが初。さらに2005年のブラックマヨネーズ以来となる決勝戦初選出初優勝となった。

- 上述の通り、今大会から漫才のスタイルを変えており、「石田がボケた後で太腿をグーで殴って反省し、それを井上がまたツッコむ」という、いわば「普通の漫才の流れがありつつ、別の流れでもう一個笑いをとる」スタイルで挑んだ。なお、石田はこのスタイルに対して「完全にM-1のためのネタ」「決勝のステージで受けることだけを意識した競技用の漫才であって、営業では受けない」と語るなど完全に割り切った考えを持っていた。そのため「本番で受けるかどうか、むっちゃ不安だった」というが、「M-1に勝つには、そこまでやらないといけない」という思いから実行に至ったとの事。
  - 上述の漫才スタイルは完全に「M-1で優勝するために作られた」ものであったため、2018年現在は全く行われなくなっている。また、石田はこのスタイルを嫌っており、2016年10月4日放送の『EXD44』（テレビ朝日）に出演した際には「M-1（で優勝した時）のネタなんて全然好きじゃない」「二度とやりたくない」などと本音を明かしていた。

- 大会終了後、審査員の島田紳助は「僕の中の圧勝でした」と述べ、上沼恵美子も「圧勝。私の中ではダントツでした」と述べるなど絶賛のコメントが相次いだ。また、オール巨人（オール阪神・巨人）は「2、3年前から決勝に来てもおかしくない奴らだった」と述べており、前々からNON STYLEの事を高く評価していた事を明かしている。一方で松本人志（ダウンタウン）は「2人を全く知らなかった。トークが苦手ということで『すべらない話』で会うことはないのかな」と冗談交じりに述べていた。このように漫才は高く評価された一方で「フリートークは下手（苦手）」と審査員から厳しく評される場面も多く見られた。
- NSC卒業生ではない、俗に言う「オーディション組」からの優勝者はNON STYLEが初であり、また、彼らは優勝当時2人とも芸歴8年7ヶ月という、『M-1グランプリ』で優勝を納めたコンビの中では最も芸歴が浅い芸人であった。
- このように『M-1』で優勝を果たしたものの、世間では敗者復活戦から勝ち上がったオードリーの方に注目が集まってしまい、皮肉にも「優勝コンビよりも2位の方のコンビが大ブレイクしてしまう」という逆転現象が起きてしまった（この事は優勝直後に出演したバラエティ番組などで度々いじられていた）。また、この事がきっかけとなり、以降は「お笑いの賞レースでは優勝者以外の方が売れる」というジンクスが度々起こるようになった。

2009年
- 2008年に引き続き、2009年大会においても連覇を目指すため、出場を表明。歴代王者の再戦は、第3回王者のフットボールアワーが第6回大会に出場して以来となったが、優勝者が間隔を空けずに翌年においても連続で出場した例は今回のNON STYLEが初であった。
- 結果は準決勝で敗退してしまうものの、その後敗者復活戦から勝ち上がり2年連続で決勝戦へ進出。ネタ順9番目に「ヤンキー漫画」のネタを披露して審査員から641点を獲得し、暫定3位であったナイツ（634点）を抜いて滑り込みで最終決戦に進出した。
- 最終決戦では1番目に「時代劇」を題材としたネタを披露したが、直後に登場したパンクブーブーに満票を取られ、連覇は果たせなかった。
- 上述のように歴代王者の再戦となったが、過去のフットボールアワーのような「間隔を空けて」ではなく「連続出場」であったため、前年優勝者のNON STYLEが今年も『M-1』に出場した事には賛否が分かれた。2004年王者の山崎弘也（アンタッチャブル）は2009年12月17日放送のラジオ番組『アンタッチャブルのシカゴマンゴ』（TBSラジオ）において、間隔を空けて出場したフットボールアワーと比較した上で前回王者であるNON STYLEの再出場に苦言を呈していた。その一方で、2007年王者のサンドウィッチマンは『M-1グランプリ2009』終了直後のよしもとオンラインで「自分達は（連覇を狙う）勇気がないから凄い」と賞賛していた。

その後
- 規定上のラストイヤーであった2010年大会では不参加。5年ぶりの復活となる『M-1グランプリ2015』では2001年 - 2010年大会までの歴代優勝コンビの片方が審査員を務めることとなり、NON STYLEからは石田が審査員に選ばれた。
- M-1グランプリ2023では、石田が敗者復活戦の芸人審査員を務めた。
- M-1グランプリ2024では、石田が2015年以来9年ぶりに決勝の審査員を務めた。

## 出囃子
- KEMURI「Prayer」

## 賞レース成績・受賞歴など

### M-1グランプリ（成績）
| 年     | 結果       | エントリーNo. | 決勝戦キャッチコピー | 備考                                   |
| ------ | ---------- | ------------- | -------------------- | -------------------------------------- |
| 2001年 | 3回戦敗退  | 436           |                      |                                        |
| 2002年 | 準決勝敗退 |               |                      |                                        |
| 2003年 | 3回戦敗退  | 1892          |                      |                                        |
| 2004年 | 3回戦敗退  | 124           |                      |                                        |
| 2005年 | 準決勝敗退 |               |                      |                                        |
| 2006年 | 準決勝敗退 |               |                      |                                        |
| 2007年 | 準決勝敗退 |               |                      |                                        |
| 2008年 | 優勝       | 4467          | ストリート系漫才     | ファーストラウンド 2位通過             |
| 2009年 | 決勝3位    | 4603          |                      | 敗者復活組、ファーストラウンド 3位通過 |

### 爆笑オンエアバトル チャンピオン大会
| 回（年）         | 結果          | 備考                            |
| ---------------- | ------------- | ------------------------------- |
| 第8回（2006年）  | ファイナル5位 | セミファイナルBブロック 1位通過 |
| 第9回（2007年）  | チャンピオン  | セミファイナルBブロック 2位通過 |
| 第10回（2008年） | ファイナル3位 | シード                          |

### その他
- 2004年 第2回MBS新世代漫才アワード 決勝2位
- 2005年 第26回ABCお笑い新人グランプリ 審査員特別賞
- 2005年 第3回MBS新世代漫才アワード 決勝2位
- 2006年 第41回上方漫才大賞 優秀新人賞
- 2006年 第4回MBS新世代漫才アワード 優勝
- 2006年 平成18年度NHK新人演芸大賞 演芸部門 大賞
- 2006年 第35回上方お笑い大賞 最優秀新人賞
- 2009年 キングオブコント2009 準決勝進出
- 2009年 - 2010年 S-1バトル グランドチャンピオン（月間チャンピオン〈6月〉）
- 2012年 日清食品 THE MANZAI 2012 決勝大会敗退
- 2013年 日清食品 THE MANZAI 2013 決勝大会3位

## 出演

### テレビ

#### 現在の出演番組（テレビ）
レギュラー番組
- 大阪ほんわかテレビ（読売テレビ）

準レギュラー番組
- アッコにおまかせ!（TBSテレビ）
- ラヴィット!（TBSテレビ）- 木曜ロケコーナー「ノンスタハウジング」に出演

#### 過去の出演番組（テレビ）
レギュラー番組
- おはよう朝日 土曜日です（朝日放送、2005年10月 - 2007年12月）
- ありがとう〜お仕事はNON STYLE〜（関西テレビ、2007年7月3日 - 12月25日）
- ラジかるッ（日本テレビ、木:2007年10月 - 2008年9月、金:2007年10月 - 2008年3月）
- ヨシモト∞（ - 2008年3月（大阪）、2008年4月 - 12月（東京））
- 音笑! MMM（よみうりテレビ・日本テレビ）（2008年10月 - 2009年3月）
- 爆笑!ふれあいコメディ こちらかきくけ公園前（朝日放送、2009年4月5日 - 2010年3月28日）
- ウェルカムTV（テレビ東京、2009年10月 - 2010年9月）
- 激★音ボケ（TOKYO MX）日曜日22:00 - 22:30（2009年10月4日 - 2010年9月26日）
- DON!（日本テレビ系）月-金 11:55-13:55 (月曜レギュラー)（2010年3月29日 - 2011年3月21日）
- 爆問パワフルフェイス!（TBS系） 水曜日 20:00-20:54 (2010年10月27日 - 2011年9月14日)
- プリ♥プリ（毎日放送、2012年4月 - 9月）月曜レギュラー
- 地元応援バラエティ このへん!!トラベラー（朝日放送、2009年5月9日 - 2012年10月6日）大阪版ナビゲーター
- BS吉テレ（BS日テレ）火曜日 0:30-1:00（2013年4月2日 - 2014年3月26日）
- おはスタ（テレビ東京、2014年4月7日 - 2015年4月3日、2020年9月21日）
- NHK俳句「俳句さく咲く！」（NHK Eテレ 第4日曜　6:35-7:00　2013年3月 - 2017年3月）
- & スタートアップ! 未来を変える起業家のタネ（BSテレ東、2019年10月6日 - 12月29日）- MC
- #ミスコレ（2019年11月 - 2020年3月、毎日放送）

準レギュラー
- ごきげん!ブランニュ（朝日放送）
- お願い!ランキング（テレビ朝日、2015年6月 - ）※常連ゲスト
- 痛快!エブリデイ（関西テレビ）
- ちちんぷいぷい（毎日放送）

#### メイン出演した特別番組（テレビ）
- NON STYLEのフリースタイル!!（毎日放送、2006年12月25日）
- 快盗!!シノビーナ（テレビ朝日）不定期放送 （ - 2009年9月）
- 週間！ライブ至上主義一挙放送 NON STYLE LIVE2009〜M-１優勝できました。感謝感謝の1万人動員ツアー〜（BSスカパー！、2013年6月23日）
- 全力×美少女スタイル（関西テレビ、2015年12月20日）- MC
- NONSTYLEのきみと僕の夢のたね（読売テレビ、2016年3月16日）- MC
- NONSTYLEのふるさとワーキングホリデー（テレビ東京、2018年7月28日）[35]
- バラ1本（テレビ西日本）
  - 福岡のノンスタさん（2022年6月1日・10月5日・10月12日）[36]
- 島根銀行presents NON STYLEが行く 松江旅おすすめスタイル!（BSよしもと、2022年9月24日）[37]
- ウイッシュツリー 誰かの願いをかなえる木（NHK総合、2022年12月22日）- MC[38]
- KEEPOUT!立ち入り禁止エリア撮影してきました（テレQ、2024年11月23日）- MC[39]

#### お笑い番組（テレビ）
- 爆笑オンエアバトル（NHK総合、2005年2月19日 - 2009年2月12日）

### ラジオ

#### 過去の出演番組（ラジオ）
- baseよしもとガンラジ（ラジオ大阪）
- レコメン!（文化放送、2009年2月16日）
- 4ROOMS（TOKYO FM、2010年4月7日 - 9月29日）
- エビ中☆なんやねん（MBSラジオ、2014年1月7日 - 2016年7月5日）
- てれびのミカタ ラジオのラララ（ABCラジオ、2017年4月8日 - 2021年9月25日）
- カジ旅フリープレゼンツ NON STYLEと峯岸みなみのフリースタイルジャーニー（ニッポン放送、2021年10月2日 - 2022年3月27日）

### 映像配信
- Yahoo!バラエティ「よしログ」（2011年2月4日 - ）
- NON STYLEの「折れないハートと、折れる骨」（Magalry、2013年2月19日 - ）
- エゴサーチTV #1 西野がノンスタ井上のネット上の噂の真実を暴く（AbemaTV、2017年4月15日）
- 聞いてくれ!オレのやれたかも話 （AbemaTV、2018年1月21日） - MC
- acure pass SNS漫才｢①差し入れ篇｣｢②いい情報篇｣｢③今年の目標篇｣ （YouTube、2018年3月）
- スマホ劇場「お笑い夏の陣」（大阪チャンネル、2019年8月5日）
- ネタデミーロ 海外ドラマ×コメディ（Hulu、2019年2月8日 - 5月19日）
- あれほど逃げろと言ったのに…（AbemaTV、2019年8月12日 - 10月7日）
- 【第五放送局】2周年特別生放送（2020年7月5日）
- しながわ！パークタイム（YouTube、2020年）

### 映画
- 耳を腐らせるほどの愛（KATSU-do、2019年6月14日公開） - 主演・鈴木鈴吉 役（井上）／ホームレス 役（石田） ※石田は原案・脚本も担当

### 吹き替え
- インサイド・ヘッド（ウォルト・ディズニー・ジャパン、2015年7月18日公開） - 列車の作業員 役
- ストールンプリンセス:キーウの王女とルスラン（エルフィルムズ、2023年9月22日公開予定） - 兜男 役（石田）／金歯男 役（井上）[40]

### テレビアニメ
- まえせつ!（TOKYO MXほか、2020年10月 - 12月、コンビで本人役[注 10]）

### CM
- オートバックス
- 東洋水産 企業CM『Smiles for all』
- トヨタ自動車 「Rush」（2009年）※Rush-1グランプリに優勝 CM出演権獲得
- 任天堂 みんなのオススメセレクション
- メンズリゼ 「NON STYLE 裸一貫篇」「狼男篇」「今はオトコも脱毛する時代篇」「NON STYLE 炎上篇」「リゼウォーク篇」「NON STYLEは宣伝隊長篇」
- 武田塾

### 舞台
- 犯人と人質（オレ）（2008年5月28日 - 6月1日、神保町花月）
- 落花生たち（2009年1月14日 - 18日、神保町花月）
- 悲劇?「ローゼンクランツとギルデンスターンは死んだ」（2011年5月18日 - 29日、さくらホール）※博多華丸・大吉、チーモンチョーチュウ、ハイキングウォーキング、ハリセンボンと、日替わりで出演。

## 書籍
- 「HON STYLE〜こんな感じで、本出しちゃっていいんですか!?〜」（2009年、ワニブックス）

## Web
- NON STYLE（ザ!!トラベラーズplus） モッテコ書店 （2010年05月25日）
- かんたん!Cook STYLE（全4回）味の素Cook-Do ※Cook-Do 1グランプリ優勝
- よしもとオンライン「NON STYLE パーティー」（Yahoo!バラエティ）（2008年12月25日-2010年12月24日）

## DVD・CD

### DVD
- 新風baseよしもと ネタトウタ2004（2004年12月15日）
- baseよしもと ネタトウタ2007（2007年5月23日）
- NON STYLEにて（2008年2月13日）
- 犯人と人質（2008年11月19日）
- NON STYLE LIVE 2008 in 6大都市 〜ダメ男vsダテ男〜（2009年1月14日）
- 爆笑オンエアバトル NON STYLE（2009年3月31日）
- M-1グランプリ2008完全版 ストリートから涙の全国制覇!!（2009年3月31日）
- NON STYLE LIVE 2009〜M-1優勝できました。感謝感謝の1万人動員ツアー〜(2010年2月24日)
- NON STYLE NON COIN LIVE in さいたまスーパーアリーナ〜（2011年3月9日）
- NON STYLE TALK 2011 Vol.1（2011年9月7日）
- NON STYLE TALK 2011 Vol.2（2012年3月7日）
- NON STYLE 12 前編 〜2012年、結成12年を迎えるNON STYLEがやるべき12のこと〜（2012年9月26日）
- NON STYLE 12 後編 〜2012年、結成12年を迎えるNON STYLEがやるべき12のこと〜（2013年3月6日）
- 大阪ほんわかテレビ　NON STYLE 突撃!ほんわか調査団（1）（2013年12月4日）
- NON STYLE BEST LIVE DVD 〜「コンビ水いらず」の裏側も大公開!〜（2017年9月29日）
- NON STYLE LIVE コンビ水いらず 〜「漫才行脚」の裏側も大公開!〜（2018年8月15日）
- NON STYLE LIVE 38サンパチ（2019年7月24日）
- NON STYLE LIVE Re:争論〜リソウロン〜（2020年9月9日）
- NON STYLE LIVE 2020 新ネタ5本とトークでもやりましょか（2021年9月1日）
- NON STYLE LIVE 2021 あっというま（2022年11月2日）

### CD
- 「ニコニコチャンプ」（2007年9月5日）
  - テレビ東京系アニメ『ケロロ軍曹』10代目エンディングテーマ
  - 作詞・作曲:井上裕介
- 「見上げれば、青い空」〈ミニアルバム〉※Day of the legendとして
  - 作詞・作曲:井上裕介
- 「おかあちゃん」
  - 日本テレビ系音楽番組『MMM』の「第2回・芸人マジ歌フェスティバル」にて披露。
  - 作詞:NON STYLE 作曲:井上裕介
  - CDは発売していないが、MMM携帯サイトよりダウンロードできる。

## 体験型ゲーム
- NON STYLE 井上からのラブレター（SCRAP、2020年、東京・愛知・大阪）